# 斯馬爾丹鄉 (加拉茨縣)
45°32′24″N 27°55′13″E / 45.5401°N 27.9204°E
斯馬爾丹鄉（羅馬尼亞語：Comuna Smârdan, Galați），是羅馬尼亞的鄉份，位於該國東部，由加拉茨縣負責管轄，面積132平方公里，海拔高度16米，2007年人口4,498，人口密度每平方公里34人。